# Nick Lachey
Nicholas Scott 'Nick' Lachey (Harlan (Kentucky), 9 november 1973) is een Amerikaanse singer-songwriter en acteur. Hij is ook bekend als de ex-echtgenoot van Jessica Simpson.

## Biografie
Lachey was een van de zangers in de boyband 98 Degrees. Op 11 november 2003 kwam zijn eerste soloalbum uit, getiteld SoulO. Op 9 mei 2006 verscheen zijn tweede album What's Left Of Me.
Op 26 oktober 2002 trouwde Lachey met Jessica Simpson. Hij had van augustus 2003 tot mei 2005 samen met zijn echtgenote een realitysoap op MTV, Newlyweds: Nick & Jessica, die goed bekeken werd. Eind 2005 werd hun scheiding uitgesproken.
Naast zijn zangcarrière acteert Lachey. Hij was te zien in de films Bewitched en The Hard Easy, beide uit 2005. Bovendien speelde hij gastrollen in de televisieseries Charmed en One Tree Hill. Lachey begint nu ook in Europa als zanger bekendheid te krijgen met zijn single What's left of me. Een Europese tour laat nog even op zich wachten. Vanaf 20 september 2006 toerde Lachey in de Verenigde Staten.
Lachey huwde op 15 juli 2011 met Vanessa Minnillo. Ze hebben samen twee zoons (2012, 2016) en een dochter (2015).

## Albums
| Album met eventuele hitnotering(en) in de Nederlandse Album Top 100 | Datum van verschijnen | Datum van binnenkomst | Hoogste positie | Aantal weken | Opmerkingen             |
| ------------------------------------------------------------------- | --------------------- | --------------------- | --------------- | ------------ | ----------------------- |
| SoulO                                                               | 2003                  | -                     | -               | -            | Niet uitgebracht in NL  |
| What's Left of Me                                                   | 2006                  | -                     | -               | -            |                         |
| Coming Up for Air                                                   | 2008                  | -                     | -               | -            | Moet nog uitkomen in VS |

## Singles
| Single met eventuele hitnotering(en) in de Nederlandse Top 40 | Datum van verschijnen | Datum van binnenkomst | Hoogste positie | Aantal weken | Opmerkingen |
| ------------------------------------------------------------- | --------------------- | --------------------- | --------------- | ------------ | ----------- |
| What's Left of Me                                             | 2006                  |                       | tip18           |              |             |
| I Can't Hate You Anymore                                      | 2006                  |                       |                 |              |             |

## Filmografie
- American Dreams
- I'm with Her
- Charmed
- Hope & Faith
- The Hard Easy
- Bewitched
- Twins
- One Tree Hill